# 1 Bateria Motorowa Artylerii Przeciwlotniczej
bateria motorowa artylerii przeciwlotniczej typu A nr 1 – pododdział artylerii przeciwlotniczej Wojska Polskiego w II Rzeczypospolitej.
Bateria nie występowała w organizacji pokojowej wojska. Została zmobilizowana, zgodnie z planem mobilizacyjnym „W”, przez 3 dywizjon artylerii przeciwlotniczej w Wilnie dla 1 Dywizji Piechoty Legionów.
Na początku kampanii wrześniowej 1939 bateria została podporządkowana dowódcy lotnictwa i OPL Armii „Modlin”. Jej zadaniem była obrona mostów na Narwi w Orzechowie pod Zegrzem i w Pułtusku. 6 września dołączyła do dywizji. Szlak bojowy baterii we wrześniu 1939 przebiegał od Orzechowa i Pułtuska, przez Gnojno, Wyszków, Kuflew i Domanice. Podczas przebijania się przez pierścień okrążenia pod Domanicami bateria została rozbita. Por. Stefan Osostowicz popełnił samobójstwo po utracie baterii, zginęli ppor. rez. Jerzy Życki i st. ogn. pchor. rez. Leszek Papiewski. Dalej bateria działała jako pododdział piechoty pod dowództwem ppor. rez. Jana Kiedrzyńskiego. Bateria zestrzeliła w sumie 5 samolotów niemieckich.

## Obsada personalna baterii
- dowódca – por. Stefan Maria Osostowicz
- oficer zwiadowczy – ppor.rez. Jan Kiedrzyński
- dowódca 1 plutonu – ppor. rez. Aleksander Andrzej Ciopa
- dowódca 2 plutonu – ppor. rez. mgr Jerzy Maciej Życki
- dowódca 3 plutonu – st. ogn. pchor. rez. Leszek Papiewski
  - zastępca dowódcy plutonu – kpr. pchor. rez. Igor Smirnow
- dowódca 4 plutonu – plut. pchor. rez. Jan Rusiecki
- szef baterii – st. ogn. Wincenty Mikołajczak